# Panafricanisme

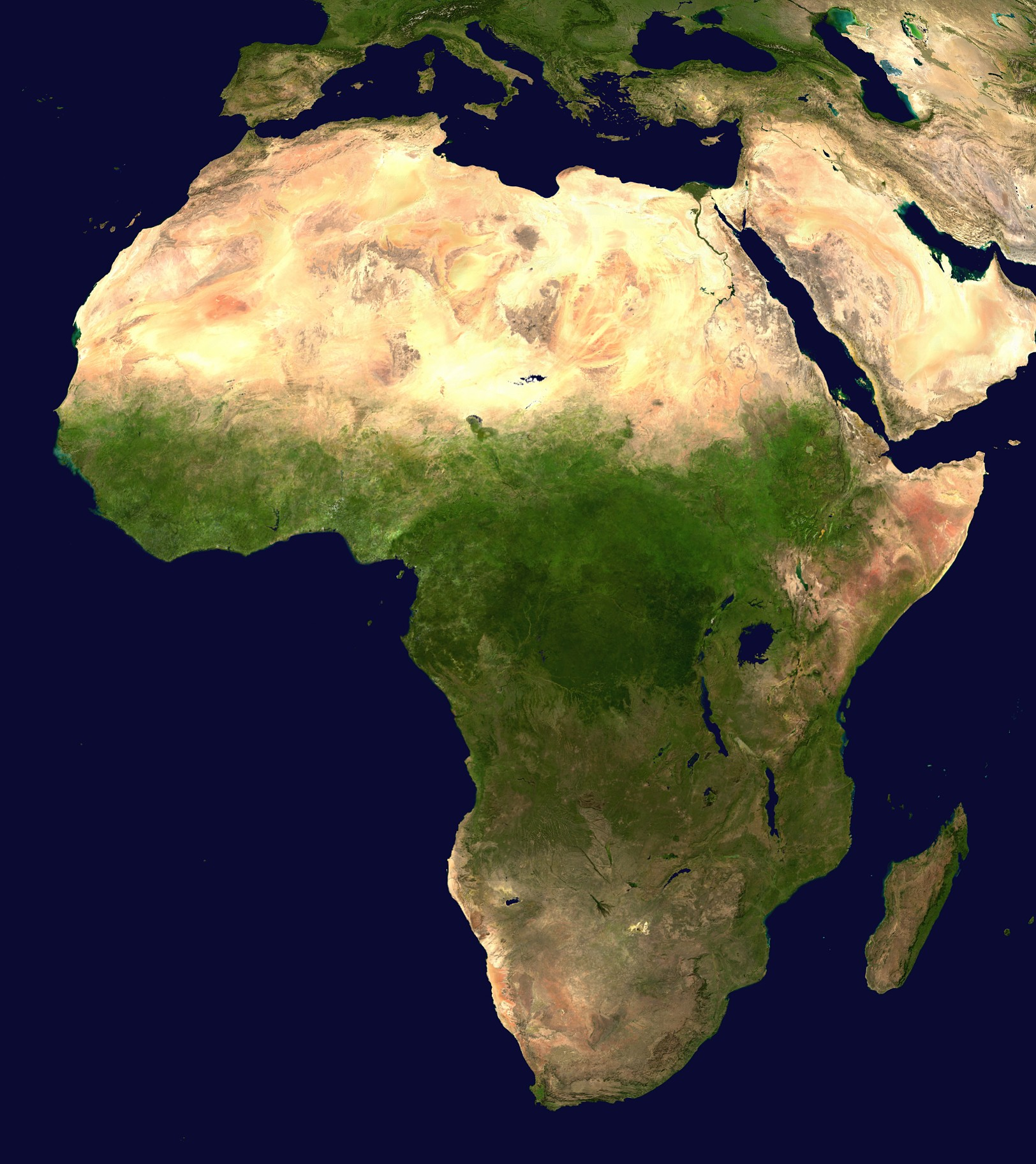
Photographie satellite du continent africain prise par la NASA.

Le drapeau rouge, noir et vert, associé au panafricanisme et dessiné par l'UNIA en 1920.

Le panafricanisme est un mouvement et une idéologie politique qui promeut l'indépendance totale du continent africain, et encourage la pratique de la solidarité entre les Africains et les personnes d'ascendance africaine, où qu'ils soient dans le monde, indépendamment de leurs origines ethniques, leurs appartenances religieuses, ou leurs apparences physiques.
Le panafricanisme est à la fois une vision sociale, économique, culturelle et politique d'émancipation des Africains et un mouvement qui vise à unifier les Africains du continent et de la diaspora africaine en une communauté africaine mondiale. Le cœur de son principe consiste en la certitude que les peuples d'Afrique et de la diaspora partagent une histoire et une destinée commune et que leur progrès social, économique et politique est lié à leur unité. Son objectif ultime est la réalisation d'une organisation politique intégrée de toutes les nations et peuples d'Afrique.
Le mot « panafricain » est apparu à la fin du XIXe siècle lors de la préparation de la Première Conférence panafricaine de 1900. Historiquement, l'idée se développe en réaction aux conséquences du démantèlement progressif de l'esclavage en Amérique. L'expansion du panafricanisme se retrouve dans les écrits et discours de quelques figures fondatrices, parmi lesquelles Edward Wilmot Blyden et Anténor Firmin. Au début du XXe siècle, d'autres figures telles que Bénito Sylvain, W. E. B. Du Bois ou Joel Augustus Rogers  contribuent à l'affirmation politique du projet panafricain. Avec la décolonisation, celui-ci prend une ampleur nouvelle et se retrouve incarné par des dirigeants tels que Kwame Nkrumah. Encore aujourd'hui, le panafricanisme s'exprime en Afrique comme dans les anciennes puissances coloniales dans les domaines politique, économique, littéraire ou encore culturel. La plus large organisation panafricaine aujourd'hui est l'Union africaine .

## Aux origines du panafricanisme

### Le mouvement abolitionniste et ses conséquences

#### L'abolition progressive de la traite et de l'esclavage
Si on assiste à la fin du XVIIIe siècle aux premiers balbutiements de la lutte anti-esclavagiste, celle-ci ne devient une réalité qu'avec l'engagement de la Grande-Bretagne. Celui-ci est premièrement textuel : un acte du 25 mars 1807 interdit la traite négrière sur tous les territoires et côtes d'Afrique. De théorique, cette résolution devient réelle et militaire : l'Amirauté britannique établit en 1815 une croisière de surveillance permanente des voies maritimes africaines, la West Africa Anti-Slavery Squadron. Sous l'impulsion de la « croisade » britannique, d'autres puissances occidentales à l'instar des États-Unis (1808) et des Pays-Bas (1814) suivent le mouvement d'abolition de la traite. Le congrès de Vienne (1815) aboutit à une déclaration de principe sur l'abolition de la part des principales puissances européennes : Autriche, Espagne, France, Grande-Bretagne, Portugal, Prusse, Russie et Suède. Quant à l'abolition de l'esclavage (à ne pas confondre avec la traite), elle est selon les régions plus ou moins tardive : 1848 en France, 1863 aux États-Unis et 1888 au Brésil pour citer quelques exemples.
Les esclaves libérés par les Britanniques, puis par d'autres puissances dans les premiers temps de l'abolition de la traite, deviennent le plus souvent des citoyens libres. Le nombre de ces Noirs libres augmente encore considérablement avec l'abolition de l'esclavage en Amérique. Cette augmentation donne lieu, dans les anciennes puissances esclavagistes, à une réaction en deux temps : l'élaboration d'un racisme « scientifique » et la déportation volontaire ou forcée de Noirs en Afrique.

#### Le développement d'un racisme «scientifique»
Au XVIIIe siècle, le racisme s'exprimait dans le rapport utilitaire qu'entretenait le Blanc envers le Noir. C'est ainsi que le vicomte de Mirabeau, propriétaire d'une plantation, déclarait pendant la Révolution à l'Assemblée Nationale : « L'insouciance, la paresse et l'aversion au travail sont naturels aux habitants de l'Afrique. […] Si l'humanité m'ordonne d'améliorer le sort des nègres, la raison me commande de conformer leur esclavage ».
Avec la disparition progressive de la fonction servile des Noirs au XIXe siècle, un racisme fondé sur de nouveaux arguments « scientifiques » prend son essor. Ses théoriciens multiplient les démonstrations tendancieuses fondées sur des observations et des expériences anatomiques pseudo-scientifiques. En 1801, le médecin naturaliste Julien-Joseph Virey publie une Histoire naturelle du genre humain, dont voici quelques thèses : « La conformation du nègre se rapproche un peu de celle de l'Orang-Outan. Tout le monde connaît cette espèce de museau qu'ont les nègres, ces cheveux laineux, ces grosses lèvres si gonflées » « Tous ces caractères montrent véritablement une nuance vers la forme des singes, […] même sensible dans le moral. L'homme noir est né imitateur, comme le singe ; il reconnaît la supériorité intellectuelle du blanc. […] Ces habitudes annoncent une mollesse naturelle ou innée de l'âme. » Pour appuyer ses théories, Virey met en avant des travaux de dissection comparés de corps blancs et noirs portant sur divers aspects, tels que la couleur du sang ou la taille du cerveau. De nombreux naturalistes, à la suite de Virey, établissent une hiérarchie des groupes humains afin de justifier l'hégémonie politique et historique de « races pures » sur des races prétendues inférieures.

#### La création et l'indépendance du Liberia

Le drapeau du Liberia, inspiré des couleurs américaines

Au début du XIXe siècle, un sentiment racial se développe donc dans la société occidentale, ce qui amène cette dernière à refuser la présence de noirs non serviles sur son sol et, dans le cas des États-Unis, au développement d'un mouvement de « blanchisation » de la population. C'est dans ce contexte qu'en 1816, le révérend Robert Finley et le pasteur Samuel John Mills (en) créent l'American Colonization Society, organisation ayant pour but le transport des « Nègres » libres en Afrique. L'argument principal de Mills et de Finley pour promouvoir leur entreprise est l'amélioration des conditions de vie des Noirs. Il s'agit en fait d'un projet d'exclusion, mais également d'un projet civilisateur destiné à repeupler l'Afrique de Noirs « adoucis par la force de la religion ». De nombreux « Nègres » libres s'opposent à ce projet, notamment à Philadelphie où une assemblée dénonce une « tentative de souiller ignoblement la réputation des gens de couleur libres en déclarant qu'ils sont une partie de la communauté dangereuse et inutile », refusant le « projet de colonisation des côtes de l'Afrique » proposé par Finley et Mills.
Ayant finalement obtenu une autorisation gouvernementale pour organiser une colonie en Afrique, l'American Colonization Society envoie en mars 1820 trente familles de « Nègres » libres sur l'Ile Sherbo, située au sud-est de Freetown dans la colonie britannique du Sierra Leone. Par suite de l'échec de l'expédition, l'ACS s'installe en 1822 au Cap Mesurado, où elle fonde Monrovia, actuelle capitale du Liberia. Dans les années suivantes, les gouvernements fédéraux de nombreux états participent au financement du projet ou établissent d'autres colonies sur les côtes du Liberia. Après la constitution d'un Commonwealth du Liberia, les différentes colonies s'unissent et le pays obtient son indépendance en 1846. En 1900, le Liberia compte 20 000 descendants d'Afro-Américains et environ un million d'Africains.

#### Les déportations d'esclaves du Brésil
Le mouvement d'émigration africaine depuis le continent américain est également présent dans une moindre mesure et sous une autre forme au Brésil. Face à l'intensification des insurrections serviles dans les années 1830, le gouvernement de Bahia déporte en effet 148 esclaves dans le golfe de Guinée en mars 1835. Cette mesure a des conséquences directes sur plusieurs centaines d'Afro-Brésiliens qui demandent volontairement dans les années suivantes leur retour sur les côtes africaines. Cet afflux a permis la formation de familles d’origine afro-bresiliennes notamment au Bénin, au Togo et au Nigeria. Ces créoles brésiliens sont appelés « Agoudas ».

### Le rôle pionnier de la diaspora afro-américaine

#### Edward Wilmot Blyden, partisan du «retour» en Afrique

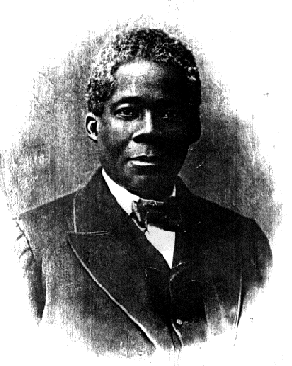
Edward Wilmot Blyden

En dépit de son héritage controversé, Edward Wilmot Blyden a inspiré les dirigeants du panafricanisme en reliant la cause de l'émancipation des Noirs à la défense d'institutions africaines autonomes. Ne pouvant suivre des études aux États-Unis, il part au Liberia avant d'y mener une carrière universitaire et politique. Dès lors, il produit une œuvre idéologique et intellectuelle prolifique, plaidant pour le retour des Afro-Américains libres en Afrique, ainsi que pour l’établissement d'un pouvoir endogène sur le continent,.
Exposant en 1857 sa conception du nationalisme dans « A Vindication of the African Race », Blyden réfute l'idée d'une hiérarchie des races soutenue par Gobineau et appelle à la solidarité entre les Noirs. Promoteur de la pureté raciale, assignant aux Afro-Américains une mission civilisatrice à l'égard des peuples africains, il suscite des attaques de la part d'une partie des métis et de l'élite libérienne. Cette hostilité s'explique également par l'attitude des rapatriés et des Créoles, formant une couche sociale privilégiée par rapport aux autochtones. De par son activité militante et théorique, il a cependant beaucoup influencé les dirigeants du panafricanisme comme Nkrumah. Senghor affirme qu'il est l'un des pères idéologiques de l'unité ouest-africaine.

#### Anténor Firmin, défenseur de l’égalité humaine

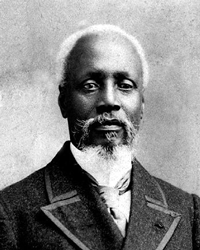
Anténor Firmin

Anténor Firmin, homme politique haïtien, contribue aux prémices de la pensée panafricaine en publiant en 1885 De l'égalité des races humaines, un essai dans lequel il répond aux théories racistes de Gobineau et démontre la contribution des Noirs à l'histoire et à la civilisation. Son ouvrage s'inscrit plus globalement dans le débat de l'époque entre les partisans du polygénisme et du monogénisme. Démontrant les carences méthodologiques de Georges Pouchet et de Paul Broca, entre autres, il affirme l'unité de l'espèce humaine, fait l'éloge du métissage, voit la civilisation comme une destinée commune contrairement à Dubois, qui, rejoignant les thèses de Johann Gottfried von Herder, défend l'idée que chaque culture possède sa spécificité propre. En dénonçant la hiérarchie des races, Anténor Firmin s'attaque à la base idéologique de l'esclavage et du colonialisme,

#### Le cas de l'Éthiopie

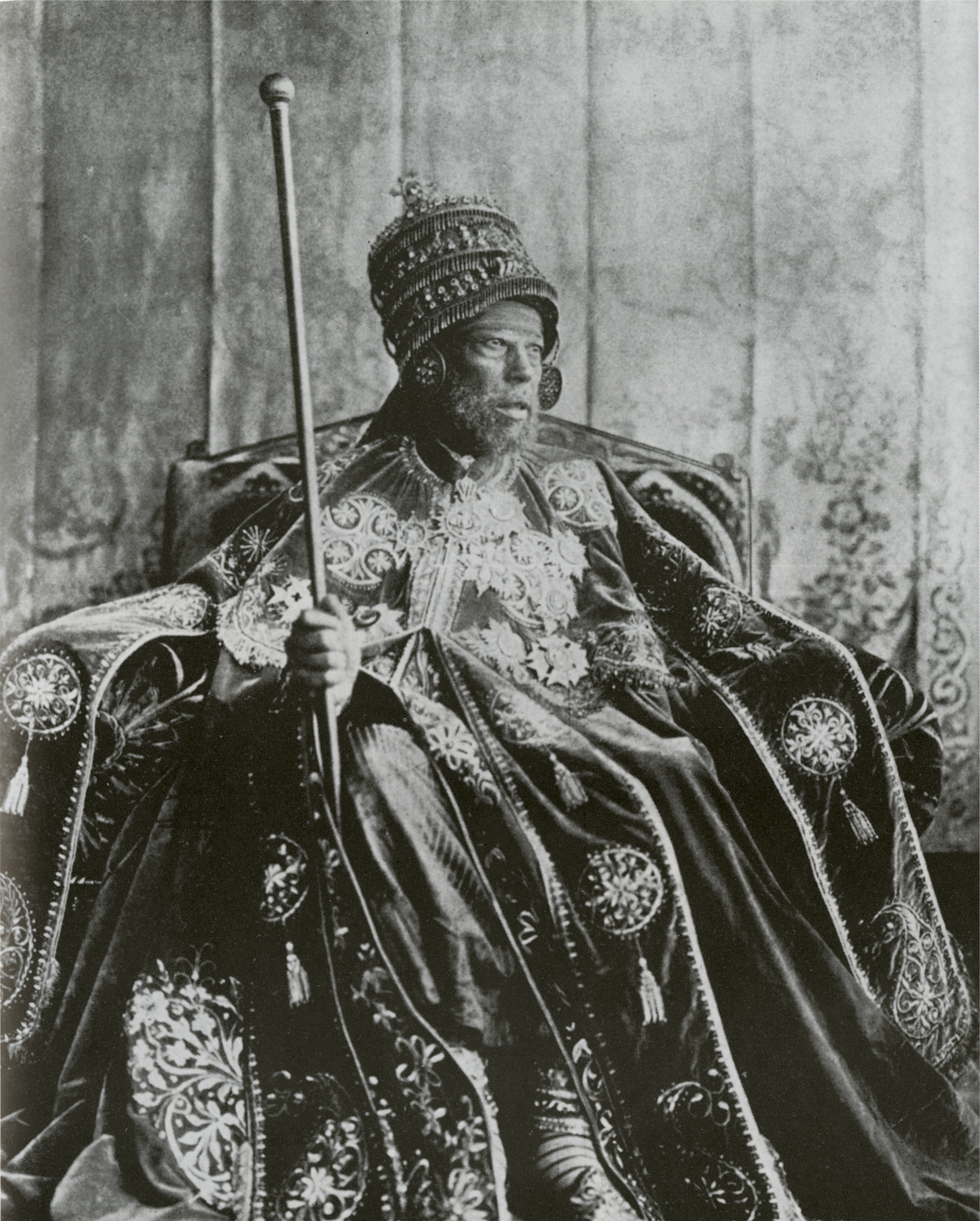
Ménélik II

Les résistances de Ménélik II aux tentatives d'invasion italiennes et son succès lors de la bataille d'Adoua en 1896 ont donné à l'Éthiopie une place privilégiée dans la formation de la pensée panafricaine. En 1893, face aux prétentions italiennes, Ménélik II déclare : « L'Éthiopie n'a besoin de personne, elle tend les mains vers Dieu ». Le terme « Éthiopie » définissant à la fois le pays et le continent africain, de nombreux panafricains utilisent par la suite cette citation comme devise au XXe siècle. L'attirance des panafricains pour l'Éthiopie s'explique également par la volontés de ceux-ci, à l'instar d'Edward Blyden, de mettre en avant la lumineuse histoire du continent Africain. L'Éthiopie est en effet une des plus anciennes zones de peuplement humain, et la première forme étatique éthiopienne est attestée depuis le VIIIe siècle av. J.-C.
Bénito Sylvain, natif de Port-au-Prince et figure majeure de la Conférence panafricaine de 1900, entretient avec l'Éthiopie des liens étroits. Fondateur du journal La Fraternité, Organe de Défense des Intérêts d'Haïti et de la Race noire, il devient en 1893 enseigne de vaisseau de la Marine de Guerre haïtienne. En 1897, il se rend à Addis-Abeba, voyage qu'il entreprend afin de voir de ses yeux « le Négus Ménélik, dont les magnanimes vertus font réellement honneur, non seulement à la race noire, mais encore à l'humanité tout entière ». Ayant obtenu une audience avec l'Empereur, il lui parle longuement d'Haïti et de la situation des Noirs aux Caraïbes et en Amérique. Lors de rencontres ultérieures, il fait part au Négus de ses inquiétudes concernant les volontés impérialistes de la France, de l'Angleterre et de l'Italie sur le territoire éthiopien, et lui conseille de moderniser son armée[réf. nécessaire]. Plus tard, il s'entretient avec lui sur la question de l'esclavage en Éthiopie, subsistant malgré les interdictions du Négus, et qui préoccupe les Haïtiens[réf. nécessaire]. À la question de Ménélik : « Les Noirs d'Amérique s'intéressent donc à ce point à l'Afrique ? », Benito Sylvain répond « Le mouvement n'est pas encore général, mais il s'étend de plus en plus ».[réf. nécessaire]

## La mise en place du projet panafricain

### La Première Conférence panafricaine (1900)
La Première Conférence panafricaine se tient à Londres du 23 au 25 juillet 1900 dans un climat de racisme exacerbé, de crises économiques et sociales, et de la conquête progressive des territoires africains par les puissances occidentales. La question coloniale divise les socialistes européens : certains y voient un processus « inévitable et fatal », d'autres, tel Lénine, s'y opposent fermement. Une solution à ce contexte de crise pour le monde africain semble s'imposer à Anténor Firmin, Benito Sylvain et leurs contemporains : s'unir et s'organiser afin de résister.

#### Origines et organisation du rassemblement
Plusieurs personnalités ont revendiqué avoir été les inspirateurs de la Conférence panafricaine. Benito Sylvain a lui souligné son influence, qu'il exerça en tant que délégué général de l'Association Panafricaine. En 1896, Sylvain adresse une lettre à Anténor Firmin et lui fait part de son idée de réunir un Congrès panafricain à l'Exposition universelle de Paris. Firmin, dans sa réponse, exprime « un vif intérêt » pour ce projet, et souligne l'importance du facteur colonial : « l'on peut, sans être prophète, prédire que toute la politique de la première moitié du XXe siècle, au moins, sera dominée par les questions coloniales ». En 1897, Benito Sylvain, de retour d'Éthiopie, rencontre à Londres Booker T. Washington et, ensemble, ils adhèrent à l'Association Africaine fondée par Henry Sylvester Williams, instituteur né en 1869 à Trinité et résidant depuis 1896 en Angleterre.
L'Association Africaine, à sa création, se donnait pour objectif principal « d'encourager un désir d'unité et de faciliter des relations amicales entre Africains en général, de promouvoir et de protéger les intérêts de tous les sujets proclamant leur descendance africaine ». C'est au sein de ce milieu associatif que se déroulent les préparatifs de la première Conférence panafricaine, que Henry Sylvester Williams nomme en référence aux mouvements unificateurs panslaves et pangermaniste.
La Conférence se tient lors des 23, 24 et 25 juillet 1900 au Westminster Hall de Londres. Ses 32 participants sont des notables Noirs (hommes politiques, avocats, médecins, instituteurs) originaires des Caraïbes, des États-Unis (les deux tiers de ces deux premières zones géographiques), du Canada, du Royaume-Uni et quatre seulement d'Afrique. Analysant cette faible part des Africains, le géographe Roland Pourtier note sur le long terme : « Jusqu'à la Seconde Guerre mondiale, l'égalité raciale constitua l'axe centrale du panafricanisme, qui fut initialement davantage "pan nègre" qu'africain ». Une organisation permanente est fondée, et avec elle des membres en fonction pendant deux ans chargés d'organiser le prochain rassemblement.

#### Les résolutions de la Conférence
La résolution principale de la Conférence est une Adresse aux Nations du Monde adoptée à l'unanimité. Elle comporte divers points :
- la couleur et la race ne doivent plus être des « critères de distinction » entre les noirs et les blancs ;
- les libertés des « indigènes d'Afrique » doivent être respectées, au même titre que leur droit d'accéder aux « voies du progrès et de la culture » ;
- les missions chrétiennes ne doivent plus être le prétexte de « l'exploitation économique et l'effondrement politique des nations les moins développées » ;
- la nation britannique doit accorder « les droits dignes d'un gouvernement responsables aux colonies noires d'Afrique et des Indes Occidentales » ;
- les États-Unis doivent octroyer aux Noirs-Américains « le droit de vote, la sécurité des personnes et la propriété » ;
- les colonies françaises, allemandes et belges doivent se souvenir que leur richesse réside dans la « prospérité », le « progrès » et le « bonheur » du peuple noir ;
- les puissances impérialistes doivent respecter « l'intégrité et l'indépendance » de l'Éthiopie, du Liberia et d'Haïti.

Le texte final de la Conférence comporte également un passage destiné « À sa Gracieuse Majesté, Reine de la Grande-Bretagne et de l'Irlande, Impératrice de l'Inde », implorant son attention envers « la situation alarmante des autochtones en Afrique du Sud ». Les revendications des signataires portent notamment sur le travail forcé, le droit de vote, le droit à la propriété et les différentes lois de ségrégation telles que « le couvre-feu, l'interdiction de marcher sur les trottoirs et l'utilisation de transports publics séparés ».

### Les Congrès panafricains de l'entre-deux guerres
L'Adresse aux Nations du Monde de la Conférence de 1900 est rédigée sous la direction de William Edward Burghardt Du Bois. Celui-ci devient, dans les décennies suivantes, la figure principale autour de laquelle sont organisés les rassemblements relatifs au mouvement panafricain.

#### Le Congrès de Paris de 1919
À la fin de la Première Guerre mondiale, Du Bois rédige, avec le philanthrope George Foster Peabody (en) et le journaliste Philip Whitwell Wilson (en), un mémorandum  qui plaide en faveur d'un État noir en Afrique centrale, qu'il adresse en vain à l'administration américaine. Ses thèses, publiées dans The Crisis en janvier 1919, reçoivent cependant l'aval de la NAACP et connaissent un écho favorable. Devant le refus de la Conférence de Paris de déclarer « l'autonomie des peuples de couleurs » alors que s'y décide le sort des colonies allemandes, Dubois sollicite Gratien Candace et Blaise Diagne pour organiser un congrès au même moment, avec l'accord des autorités françaises.
Insistant sur le rôle des soldats noirs pendant le conflit, le congrès réunit 57 délégués originaires de quinze pays : États-Unis (16), colonies françaises (13), Haïti (7), France (7), Liberia (3), colonies espagnoles (2), Éthiopie, colonies portugaises, Congo Belge, Égypte, Saint-Domingue. Ils y expriment les revendications suivantes :
- L'établissement d'un code législatif international pour la protection des indigènes d'Afrique, « semblable au projet de code international du travail »
- La garantie de la part des puissances coloniales de nombreux principes de gouvernement relatifs aux indigènes africains : l'accès à la terre, la juste répartition des ressources capitalistes de l'État, l'abolition du travail forcé et des châtiments corporels, l'accès à l'éducation et la participation des africains au gouvernement de l'État.

#### La scission entre radicaux et modérés

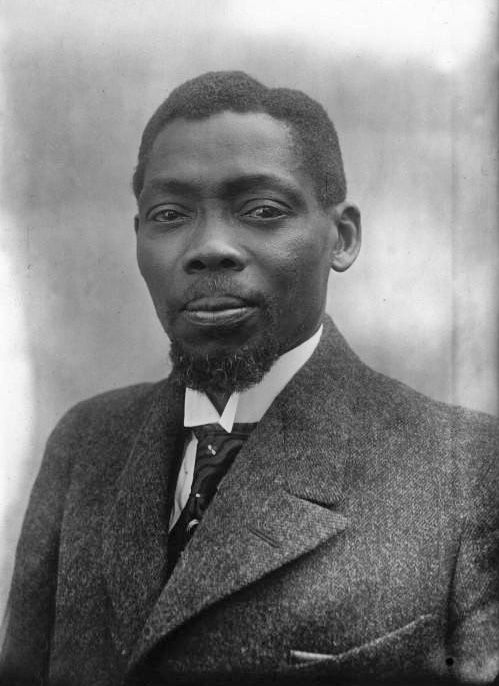
Blaise Diagne

Si les résolutions prises à Paris en 1919 condamnent les abus de la colonisation, elles ne condamnent pas son principe, par souci de compromis avec les autorités occidentales. Les résolutions du Congrès ne font ainsi pas l'unanimité chez les représentants africains. Organisé successivement dans trois capitales impériales différentes, Londres, Bruxelles et Paris en 1921, le second Congrès panafricain est ainsi marqué par des divergences, qui conduisent à une rupture.
À la session de Londres (27-29 août), les congressiste, en grande majorité anglophones, adoptent le Manifeste de Londres, qui revendique notamment « la reconnaissance des hommes civilisés comme étant civilisés indépendamment de leur couleur et de leur race » et « la restitution de l'ancienne propriété commune de la Terre et de ses richesses et défenses naturelles contre l'avidité sans limites des investissements capitalistes ». À la session de Bruxelles (30 août-2 septembre) sont présents, en plus de Noirs des colonies, des missionnaires et membres de l'administration coloniale, qui contribuent à modérer le débat. Une rupture essentielle se produit entre W.E.B. Du Bois et Blaise Diagne, ce dernier rejetant Le Manifeste de Londres qu'il considère d'essence communiste. À la session de Paris (4-5 septembre), Blaise Diagne et Gratien Candace (député de la Guadeloupe) font l'apologie de la politique coloniale de la France. Au contraire, W.E.B. Du Bois y défend en priorité l'accession au pouvoir des Africains, seule garantie selon lui capable d'assurer la « sécurité » des Noirs de « n'importe quelle partie du monde ». Il y critique également la politique d'assimilation française qu'il analyse comme le renforcement de l'exploitation des Africains et des Antillais.

#### Panafricanisme et communisme

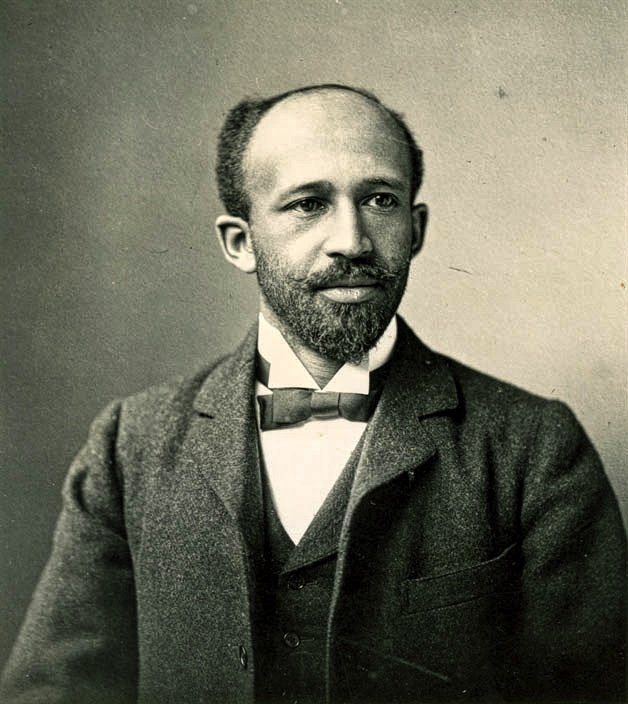
W. E. B. Du Bois

W.E.B. Du Bois organise presque à lui seul les deux derniers Congrès panafricains. Le troisième congrès, tenu à Londres (7-8 novembre) et à Lisbonne (1-2 décembre) en 1923, adopte des résolutions inédites, dont voici une liste non exhaustive :
- Le développement de l'Afrique « au profit des Africains »
- La représentation des Noirs à la Société des Nations et dans l'Organisation internationale du travail
- L'indépendance et l'élargissement de l'Égypte jusqu'au Soudan
- L'extension du statut de citoyen dans les colonies françaises
- La fin des recrutements forcés de travailleurs dans les colonies portugaises
- La fin de l'exploitation du Congo
- L'émancipation d'Haïti, du Liberia et de l'Éthiopie de la tutelle économique des compagnies monopolistes affiliées aux puissances capitalistes

Les deux derniers points montrent bien le rapprochement entre le mouvement panafricain et les théories communistes. Quelques mois avant le quatrième Congrès, en février 1927, se tient la réunion de la Ligue contre l'impérialisme et pour l'indépendance nationale. Attirant près de 180 participants venus du monde entier, parmi lesquels Albert Einstein ou Jawaharlal P. Nehru, elle se réunit pour réfléchir à la mise en place d'une politique préconisée par Lénine visant à l'association des communistes et des mouvements nationalistes dans les colonies. « La question noire » y est traitée et la réunion adopte une résolution visant à « libérer la race nègre partout dans le monde ». C'est en conséquence qu'au quatrième Congrès panafricain organisé à New-York (21-24 août) en 1927, W.E.B. Du Bois exprime son assentiment à la politique menée par les communistes russes à l'égard des mouvements nationalistes.

### Associations et mouvements panafricains

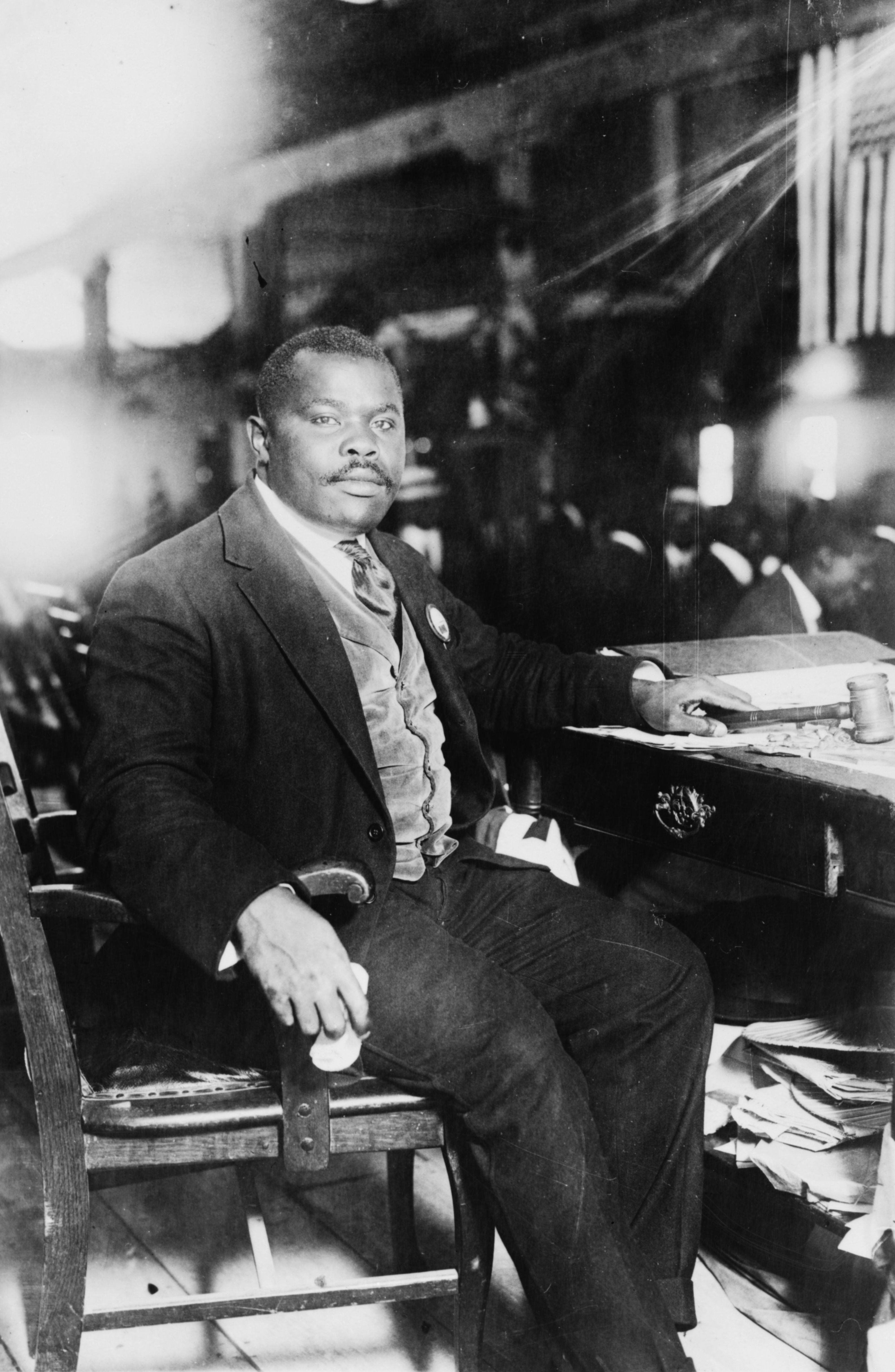
Marcus Garvey

En parallèle de ces quatre congrès qui ne réunissent qu'un nombre très réduit de participants, de nombreux mouvements (associations, revues...) contribuent à enraciner l'idée panafricaine.
Marcus Garvey est une figure emblématique d'un nationalisme noir tourné vers les masses. Originaire de Jamaïque, politiquement formé au cours de ses voyages, il fonde en 1914 l'Universal Negro Improvement and Conservation Association and African Communities League (UNIA), qui s'installe en 1917 à Harlem. Opposé à l'élitisme et aux vues socialisantes de Du Bois, qui le considère comme un utopiste et un extrémiste violent, il harangue les foules et bénéficie d'une popularité croissante.
En 1918, il donne naissance au journal Negro World, dont les articles sont écrits en anglais, en français et en espagnol pour toucher les Noirs du monde entier. Au Liberty Hall d'Harlem en 1920, Garvey déclare une « Déclaration des Droits des Peuples Nègres du Monde » dans laquelle sont revendiqués, outre la justice sociale, le droit à l'autodétermination des Noirs et à leur représentation politique dans les instances internationales. Au milieu des années 1920, l'UNIA compte plus de mille comités et six millions de membres à travers le monde. Amy Jacques Garvey, seconde femme de Marcus Garvey, rédige des articles pour le Negro World. Après l'arrestation de son mari, elle prend la tête officieusement de l'UNIA,.

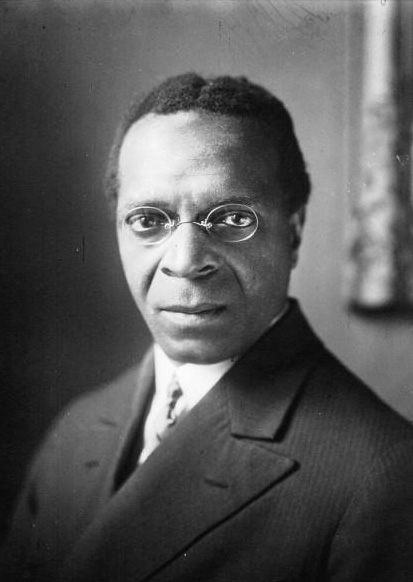
René Maran, auteur de Batouala, roman anticolonialiste paru en 1921

En France, l'influence des idées communistes et garveyristes, accompagnée par la pénétration de la culture afro-américaine après la Première Guerre mondiale et l’émergence d'une littérature anticoloniale, encouragent le militantisme de la diaspora africaine. Confronté à l'injustice du système colonial et au racisme, Tovalou Houénou, dandy parisien issu de l'aristocratie du royaume de Dahomey, fonde la Ligue universelle pour la défense de la race noire (LUDRN) en 1924. Son journal, Les Continents, mène notamment une campagne contre le Code de l'indigénat. Un article contre Blaise Diagne entraîne sa condamnation par la justice. En 1926, Lamine Senghor transforme l'association sous le nom de Comité de défense de la race nègre (CDRN) et dénonce l'action des gouverneurs coloniaux et des députés africains. Son successeur, Tiemoko Garan Kouyaté, conduit à renommer le groupe en Ligue de défense de la race nègre (LDRN), à rejoindre l'Internationale syndicale communiste et à encourager la mobilisation des travailleurs immigrés. Néanmoins, le manque de réalisations concrètes des communistes par rapport à la question coloniale conduit Kounyaté à l'isolement, qui s'engage alors au sein de l'Union des travailleurs nègres (UTN). La naissance du courant politique et littéraire de la négritude, par exemple avec la revue L'Etudiant noir d'Aimé Césaire, de Léopold Sédar Senghor et Léon Gontran Damas, participe également d'une réaffirmation culturelle articulée à un engagement antiraciste.
La Grande-Bretagne et ses colonies sont aussi un intense foyer de militantisme panafricain. Dans les premières décennies du XXe siècle, de nombreuses organisations, principalement étudiantes voient le jour. C'est le cas de la Union for Students of African Descent et de la Gold Coast Student's Union. Les membres de ces mouvements se retrouvent fédérés dans la West African Students Association (WASU), créée en 1925. Recrutant principalement en Gold Coast, au Nigeria et en Sierra Leone, la WASU compte plus de 250 membres en 1939. Très active sur le terrain, son action est entravée par les administrations coloniales.
En Afrique du Nord, l'agitation nationaliste conduit également à la formation de mouvements anticolonialistes. En parallèle des victoires d'Abd el-Krim au Maroc contre les français et les espagnols pendant la guerre du Rif, l'Étoile Nord-Africaine (ENA) est créée en 1926. Sous l'impulsion de Messali Hadj, l'ENA mobilise les travailleurs du nord de l'Afrique en leur promettant l'émancipation et l'unité du Maghreb. En outre, elle s'associe aux mouvements panafricains pour manifester contre l'invasion fasciste de l'Éthiopie. L'empereur Haïlé Sélassié, en exil à Londres, devint dès lors une figure prestigieuse du panafricanisme.

## La réalisation du projet panafricain
À partir de 1945, les mouvements intellectuels, politiques, sociaux et culturels liés au panafricanisme s'accélèrent. Leur centre de gravité bascule des métropoles occidentales vers le cœur même du continent africain. Les idées panafricaines s'inscrivent de plus en plus dans la réalité. Si elles se limitent avant la guerre à un petit cercles d'intellectuels coloniaux, leur assise politique et sociale s'élargit désormais vers de nouveaux groupes sociaux.

### Le Congrès de Manchester (1945)

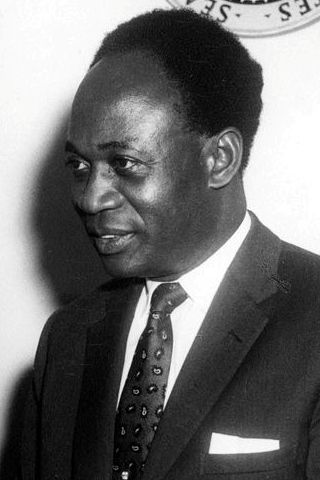
Kwame Nkrumah

Le Congrès de Manchester est le dernier rassemblement panafricain réuni à l'extérieur de l'Afrique. En plus de l'émergence d'une nouvelle génération de dirigeants, il marque la politisation effective du mouvement et de nouvelles résolutions prise en accord avec les velléités d'indépendance des territoires africains. Il est organisé entre autres par George Padmore, Kwame Nkrumah et W. E. B. Du Bois. Nkrumah s'affirme comme le nouveau chef de file du mouvement panafricain, auquel il apporte une dimension nouvelle, plus militante, et centrée sur les classes populaires. À propos du rassemblement de Manchester, Nkrumah déclarera plus tard qu'il oublia volontairement « les aspirations gradualistes des classes moyennes et intellectuels africains » en exprimant « la volonté d'indépendance solide et réaliste des travailleurs, syndicalistes, fermiers et paysans qui furent représentés de manière décisive à Manchester ». Parmi les différentes revendications du Congrès figurent :
- L'abolition des lois foncières autorisant à enlever leurs terres aux Africains
- Le droit pour les Africains de développer les ressources économiques de leur pays sans entrave
- L'abolition de toutes les lois de discrimination raciale
- La liberté de parole, de presse, d'association et d'assemblée
- L'éducation obligatoire et gratuite, l'installation d'un service de santé et d'aide sociale pour tous
- Accorder le droit de vote à tous les hommes et femmes de plus de 21 ans
- L'abolition du travail forcé et l'introduction du principe de salaire égal à travail égal

### Le militantisme panafricain

#### Le temps des rassemblements
Kwame Nkrumah est le premier à constituer une grande formation politique panafricaine en reprenant un ancien projet d'union ouest-africaine. En décembre 1945, il crée le Secrétariat national ouest-africain (WANS) et voyage en Grande-Bretagne et en France, où il rencontre les nouveaux élus africains tels que Sourou Migan Apithy, Lamine Guèye, Félix Houphouët-Boigny et Léopold Sédar Senghor. Le WANS organise une « Conférence ouest-africaine » qui affirme « l'indépendance complète et absolue des peuples d'Afrique occidentale » comme « l'unique solution » aux problèmes soulevés par la domination coloniale. Nkrumah et son organisation sont ouvertement accusés d'être communistes dans les métropoles occidentales. L'action du WANS est par ailleurs ralentie par le retour de Kwame Nkrumah au Ghana, dont il devient le chef du gouvernement en 1951 et où il organise le Congrès Panafricain de Kumasi en décembre 1953.
Les mêmes aspirations militantes donnent naissance en Afrique française au Rassemblement démocratique africain (RDA), constitué dans un contexte différent de celui des colonies britanniques puisque le parlement français était alors le seul à comprendre des élus africains. L'initiative du rassemblement vient d'une partie de ces élus qui signent le Manifeste du Rassemblement africain, dans lequel ils expriment le « refus historique de soumission du Nègre ». Liés aux partis d'extrême-gauche français, ces élus africains envisagent une transformation radicale de la société et l'entrée dans une « union librement consentie » avec le peuple français. La SFIO et le MRP condamnent fermement leur projet ; affiliés à ceux-ci, Léopold Sédar Senghor et Lamine Guèye boycottent en conséquence le congrès de Bamako (19-21 octobre 1946) qui donne naissance au Rassemblement démocratique africain.
Le projet limité à l'Afrique de l'Ouest révèle cependant les frictions qui existent entre panafricains anglophones et francophones.

#### L'effervescence intellectuelle et politique des milieux francophones
En 1947 paraît à Paris le premier numéro de la revue Présence africaine, animée par le jeune intellectuel sénégalais Alioune Diop. La revue s'attache à parler des larges problèmes de l'identité africaine, liés à la longue durée de l'esclavage et de la colonisation et aux relations avec le communisme dans le contexte de la guerre froide. À partir des années 1950, la revue s'intéresse de plus en plus à la politique et donne la parole à de jeunes étudiants parmi lesquels Cheikh Anta Diop, Joseph Ki-Zerbo ou Abdoulaye Wade. En parallèle, de nombreux hommes politiques français rompent leurs liens avec le Parti communiste français ; c'est le cas de Félix Houphouët-Boigny en 1950 et d'Aimé Césaire en 1956.
Alioune Diop fonde également la Société africaine de culture, qui réunit du 19 au 22 septembre 1956 le premier Congrès des Écrivains et Artistes Noirs à La Sorbonne. Celui-ci réunit des intellectuels venus d'AEF, d'AOF, d'Angola, des Antilles françaises, du Cameroun, du Congo belge, d'Haïti, de Jamaïque, de Madagascar, du Mozambique, du Nigeria, du Sierra Leone, du Togo, de l'Union sud-africaine, et d'anciennes puissances esclavagistes telles que le Brésil et les États-Unis. Parmi ces invités, venus débattre des problèmes culturels et civilisationnels liés au racisme et au colonialisme, se trouvent Jean Price Mars, Richard Wright, Aimé Césaire ou encore Jacques Rabemananjara.
Cette effervescence intellectuelle à dimension politique et culturelle, en particulier dans le haut lieu du Quartier latin, contribue à radicaliser la jeunesse africaine, notamment en France où elle est de plus en plus nombreuse à venir étudier. C'est ainsi que la FEANF est créée en décembre 1950 à Bordeaux. Ayant pour objectif d'organiser la solidarité entre les étudiants africains, elle prend également des positions politiques sur la question coloniale et contribue notamment à la revue Présence africaine. C'est également dans sa revue dédiée, L'Étudiant d'Afrique Noire, que ses membres mènent une réflexion de caractère théorique et politique sur les enjeux de la question des sociétés africaines et de leur devenir après leur accession à la souveraineté.
À la fin des années 1950, l'action des hommes politiques et intellectuels africains francophones se manifeste par la création inédite de syndicats indépendants des formations occidentales et prétendant représenter l'ensemble des Africains. En avril 1956, Ahmed Sékou Touré fonde la Confédération générale des travailleurs d'Afrique (CGTA). En janvier 1957, les délégués syndicaux de toute l'Afrique française se réunissent à Cotonou et fondent l'Union générale des travailleurs d'Afrique noire (UGTAN) dont le but est « d'organiser tous les travailleurs africains dans l'unité et de coordonner l'action de l'ensemble des organisations syndicales africaines dans la lutte contre le régime colonial et toutes les formes d'oppression et d'exploitation de l'homme par l'homme, pour la défense de leurs revendications économiques et sociales, la légitime affirmation de la dignité humaine du travailleur africain et l'émancipation complète des populations autochtones »

### L'indépendance du Ghana et ses conséquences
Le processus d'union africaine est fortement dynamisé par la proclamation de l'indépendance du Ghana de Kwame Nkrumah, qui survient le 6 mars 1957. Dans son discours, Kwame Nkrumah rappelle que « l'indépendance du Ghana n'a pas de sens si elle n'est pas liée à la libération totale de l'Afrique ». Le 15 avril 1958, la Conférence des États Indépendants d'Afrique se réunit à Accra, la capitale ghanéenne, et réunit les délégués des huit puissances africaines déjà souveraines (Égypte, Libye, Maroc, Tunisie, Éthiopie, Ghana, Liberia et Soudan) ; ils y exigent la décolonisation de tout le continent et demandent la création des États-Unis d'Afrique. Cependant le RDA n'y est pas présent. De son côté, afin de répondre aux panafricains anglophones et protestants, Barthélémy Boganda appelle à fonder les États-Unis d'Afrique latine. Le 28 septembre 1958, la Guinée devient indépendante et donne à Nkrumah et Sékou Touré l'occasion de fonder l'Union Ghana-Guinée.

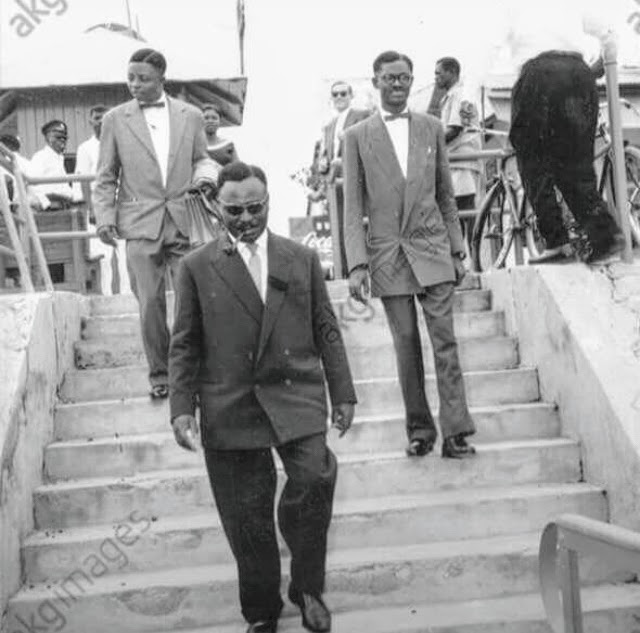
Gaston Diomi, Patrice Lumumba & Joseph Ngalula en Décembre 1958 à Accra

En décembre de la même année, Accra accueille la Conférence des Peuples Africains, dans l'idée de rassembler non les chefs d’État mais les peuples d'Afrique. Sous la formule, évoquant les mots de Marx et Engels, « Vous n'avez rien à perdre d'autres que vos chaines, vous avez un continent à regagner », plus de soixante partis et mouvements politiques, syndicats et association participent à la conférence. On y croise notamment Patrice Lumumba, Gaston Diomi Ndongala et Joseph Ngalula, du Mouvement national congolais; Kenneth Kaunda, représentant du Zambian African National Congress ; Frantz Fanon, représentant du Front de libération nationale ; Félix Moumié, représentant de l'Union des populations du Cameroun, etc. On peut donc lier la conférence d'Accra et l'accélération de la décolonisation qui a lieu dans les années suivantes, avec notamment l'indépendance de la République démocratique du Congo en 1960.
Ailleurs en Afrique, le climat politique de la fin des années 1950 est favorable à la concrétisation politique du panafricanisme. En juillet 1958 à Cotonou, Léopold Sédar Senghor accueille en tant que dirigeant du Parti du regroupement africain de nombreux délégués de l'Afrique française afin de conforter ses positions panafricaines et fédéralistes. La même année, les mouvements nationalistes de pays tels que le Kenya, l'Ouganda ou encore le Mozambique se retrouvent à Mwanza au Tanganyika afin de donner naissance au Mouvement pan-africain pour l'Afrique orientale et centrale.
Néanmoins, de nombreuses divergences ralentissent le mouvement de l'union africaine. On distingue parmi les dirigeants africains des « radicaux » et des « modérés », d'une part les adeptes d'une rupture socialiste avec le monde occidental, d'autre part les partisans d'un maintien de relations pacifiques avec les États capitalistes. Identifié comme le courant le plus radical du panafricanisme, le Ghana de Kwame Nkrumah continue sa lutte en convoquant en décembre 1962 un Congrès des africanistes réunissant des savants spécialistes de l'Afrique du monde entier. C'est dans ce contexte de divisions internes que la Conférence Internationale des États indépendants d'Afrique, organisée à Addis-Abeba en 1962, consacre la position des « modérés ». Marquée par les discours d'Haïlé Sélassié, Kwame Nkrumah et Patrice Lumumba, elle donne lieu à la création de l'Organisation de l'unité africaine (OUA). Celle-ci comprend « les États africains continentaux, Madagascar et les autres îles voisines de l'Afrique ». Elle se donne pour objectif de « renforcer l'unité et la solidarité des États africains », de « défendre leur souveraineté », d'éliminer « sous toutes ses formes » le colonialisme et enfin de « favoriser la coopération internationale ». Réunie à Accra en 1965, l'OUA adopte une « Déclaration sur la subversion » qui interdit l'intervention d'un État africain dans les affaires d'un autre. Cette déclaration provoquera par la suite de nombreux désaccords, notamment sur la question du dialogue avec le régime de l'apartheid sud-africain.
Le géographe Roland Pourtier conclut : « L'ambition panafricaine, qui avait du sens dans un combat partagé pour l’indépendance de l'Afrique, s'effondra lorsque celle-ci fut acquise, laissant le champ libre aux divergences géostratégiques des États ».

### La coopération culturelle et scientifique inter-africaine

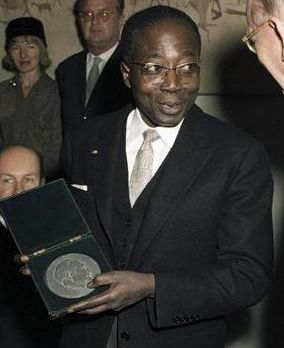
Léopold Sédar Senghor

Les désaccords d'ordre politique sont compensés dans les décennies suivantes par un essor du panafricanisme sur les plans culturels et scientifiques.
Grand théoricien de la question de la négritude, Léopold Sédar Senghor organise le Premier Festival mondial des Arts nègres, tenu à Dakar en avril 1966. Si le rassemblement sénégalais se limite aux « arts nègres », le Festival panafricain d'Alger organisé en juillet 1969 étend lui le questionnement cultuel à l'ensemble du continent et pose les bases d'une politique culturelle africaine à l'échelle continentale. Il comporte un certain nombre de propositions dont certaines impliquent l'action de l'OUA. D'autres propositions cherchent à dynamiser l'alphabétisation massive des Africains, l'élaboration d'une encyclopédie du continent africain, la création d'institutions culturelles telles qu'un Institut panafricain du Cinéma ou encore la protection de la propriété intellectuelle des Africains. Dans la continuité du Festival d'Alger, le deuxième Festival mondial des Arts et de la Culture nègres et africains réunit à Lagos en 1977 plus de 700 délégués africains autour du thème « civilisation noire et éducation ». En 2010 se tient à Dakar le troisième Festival international des arts nègres et se place « sous le signe de la Renaissance africaine, du métissage culturel et du dialogue entre les peuples » note Roland Pourtier.
D'autres rencontres à l'orientation plus artistique que politique réunissent de nombreux artistes : c'est le cas de la Semaine du Cinéma africain en 1969, qui devient en 1972 le Festival Panafricain du Cinéma de Ouagadougou, ou encore du Festival Panafricain de Musique organisé à Brazzaville et à Kinshasa. Dans les années 1980 se multiplient les rencontres à caractère scientifique : c'est ainsi que les conférences jumelles de Brazzaville et Kinshasa en avril 1985 réunissent de nombreux savants et historiens chargés d'examiner le poids du siècle passé sur le devenir de l'Afrique et de déterminer les choix politiques les plus indiqués en vue de son développement.
Les thèmes panafricains se manifestent également dans les œuvres culturelles d'artistes noirs originaires des anciennes puissances esclavagistes, à l'image des jamaïcains Bob Marley ou Peter Tosh. L'adhésion de Bob Marley au mouvement rastafari, inspiré de la figure d'Haïlé Sélassié, contribua, grâce à la renommée internationale de l'artiste, à diffuser largement ce courant de pensée. À l'image d'un Benito Sylvain des temps modernes, il reviendra transformé de son premier voyage en Éthiopie et enregistrera à cette occasion l'album Survival. La face de la pochette de son septième album présente les drapeaux de nombreux pays africains ; au dos, on peut y lire une citation de Marcus Garvey. En outre, l'album comporte un titre nommé « Africa Unite ».

## Le panafricanisme de nos jours
Les idées récurrentes d'union continentale et de « développement de l'Afrique pour les Africains » chères aux différentes figures du panafricanisme ont été réactualisées avec la constitution de l'Union Africaine et l'adoption du NEPAD. Aujourd'hui, ses valeurs sont de nouveaux prônées en Afrique au sein des médias et des sociétés civiles, à travers  notamment les mobilisations contre le néocolonialisme  et les émissions de télévisions à caractère panafricaniste de l'activiste et chroniqueur politique  Kémi Séba ,,. Elles sont également , dans une moindre mesure, alimentées dans le domaine culturel, notamment en France et aux États-Unis au sein de certains mouvements hip-hop qualifiés de "roots". On note également diverses autres tendances spirituelles,.
La surprise que l’on peut éprouver en observant le nombre de changements drastiques dans les paradigmes hiérarchiques et politiques pouvant se dérouler en l’espace d’un siècle rend certaines continuités encore plus surprenantes. L’Afrique a depuis toujours été le berceau de l’humanité, le continent plus riche en ressources naturelles, et elle fait depuis maintenant environ cinq siècles (de la période pré-coloniale à la période actuelle) l’objet d’exploitation de ses ressources naturelles, sous la forme aujourd’hui d’échanges commerciaux qui ne sont pas souvent en sa faveur. Les nouveaux dirigeants panafricains de l’Afrique francophone qui ont émergé du fait de leur militantisme dans la deuxième décennie du XXIe siècle comme Ousmane Sonko, premier ministre du Sénégal depuis 2023 ou encore Ibrahim Traoré, chef de l'État burkinabè ayant pris la tête du pays par un coup d’État en automne 2022, soutiennent dans leurs idées la nécessité de reconnaissance de la réalité d’une Afrique n’ayant pas cessé d’être exploitée jusqu’à même notre ère post-coloniale, et surtout la nécessité d’une décolonisation complète morale, politique, et d’une équité dans les échanges commerciaux en particulier avec l’Occident.
En Afrique francophone, le discours anti-français se fait de plus en plus entendre. Chez les civils, cela « s’accompagne parfois de manifestations violentes, contre des sociétés françaises, des représentations diplomatiques et/ou culturelles, plus rarement de menaces contre les résidents français ».
« Nous avons un discours qui peut gêner parce que c’est un discours qui appelle à une rupture dans les relations…Nous sommes au XXIe siècle, le monde est en train de changer… la carte géopolitique du monde doit appeler chacun à revoir son attitude… Nos pays aspirent à autre chose, et nous voulons continuer les partenariats. Mais dans le sens de partenariats gagnant-gagnant. », affirme l'actuel premier ministre sénégalais Ousmane Sonko, à ce moment-là opposant politique, le 6 janvier 2023, dans une interview à RFI et France 24.
Des départements d'études panafricaines existent dans de nombreuses universités d'Amérique du Nord depuis les années 1960. Ama Mazama, professeur antillaise enseigne en Pennsylvanie, ainsi que Théophile Obenga professeur congolais, qui enseigne dans l'État de Californie.

### Dans les domaines politiques et économiques

#### L'Union africaine

L'emblème de l'Union Africaine

L'acte constitutif de l'Union africaine, créée en 2002 à Durban, a été signé par tous les chefs d'État de tous les pays membres de l'Organisation de l'Unité Africaine (OUA). Inspirés par « les Pères fondateurs » de l'OUA et par « des générations de panafricanistes », ces dirigeants se donnent entre autres les objectifs suivants : l'unité et la solidarité des pays d'Afrique, la défense de l'intégrité et de la souveraineté de ces pays, l'accélération de l'intégration politique et socio-économique du continent et de la recherche scientifique et technologique, la promotion internationale des « positions africaines communes » et enfin l'harmonisation et la coordination des politiques économiques régionales.
La constitution de l'Union africaine comporte également de nombreux principes tels que l'égalité entre les États membres, le respect des frontières, le règlement pacifique des conflits, la condamnation des changements anticonstitutionnels de gouvernement ou encore le droit des États membres à solliciter l'intervention de l'Union pour restaurer la paix et la sécurité. L'Union Africaine est également dotée d'organes exécutifs, parmi lesquels un Parlement panafricain et une Cour de Justice. Sa constitution est écrite dans les quatre langues majoritaires du continent : l'arabe, l'anglais, le français et le portugais.
Elle reste cependant « impuissante face aux divisions du continent » estime Roland Pourtier.

#### Le NEPAD

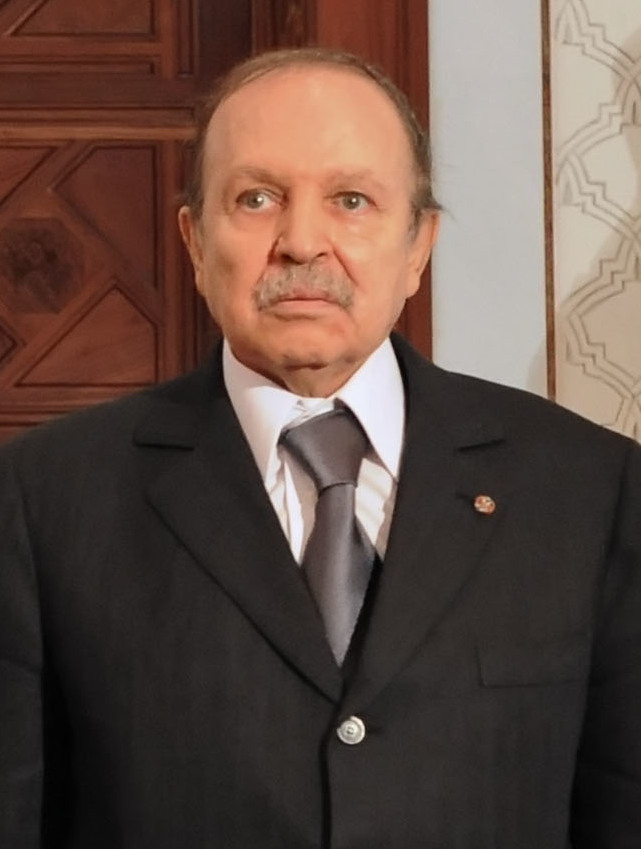
Abdelaziz Bouteflika, l'un des initiateurs du NEPAD

Le Nouveau partenariat pour le développement de l'Afrique (NEPAD) a vu le jour en 2001, de la fusion du Plan Oméga et du Plan MAP. Il s'agit d'un projet économique sous tutelle de l'Union Africaine depuis 2007 et visant, selon son programme fondateur, à « éradiquer la pauvreté » et placer les pays africains « sur la voie d'une croissance et d'un développement durables ». L'Afrique du Sud, le Sénégal, l'Algérie, l'Égypte et le Nigeria y jouent un rôle de premier plan compte tenu de leur richesse. Le NEPAD vise entre autres à mettre en place « une nouvelle relation de partenariat entre l'Afrique et la communauté internationale ». Le texte fondateur énumère les différentes sources de richesse du continent africain :
- sa richesse minérale, pétrolière et gazière
- la taille des forêts tropicales et la présence minime d'émissions de gaz à effet de serres qui font de l'Afrique un véritable « poumon écologique »
- la variété de la faune et de la flore africaine
- sa richesse culturelle, paléontologique et archéologique

 Le texte fondateur considère également que « l'appauvrissement du continent africain » est le fruit de « l'héritage du colonialisme, de la guerre froide » et des « rouages du système économique international ». Il considère les perspectives soulevées par la mondialisation et « les progrès dans le domaine des technologies de l'information et de la communication » comme positives pour l'Afrique et énonce diverses propositions :
- consolider les mécanismes de résolution des conflits au niveau national
- promouvoir la démocratie
- restaurer la stabilité macro-économique grâce à la rénovation des politiques monétaires et budgétaires et à l'installation de « cadres institutionnels adéquats »
- élargir les services d'enseignement et de santé
- promouvoir le rôle des femmes dans le développement socio-économique et politique
- renforcer les forces de l'ordre africaines
- promouvoir le développement de l'agriculture, de l'industrie et des manufactures au service des marchés locaux et de l'exportation

#### Afrocentrisme
Il existe une interprétation du panafricanisme, l'afrocentrisme, qui s'appuie sur les travaux du scientifique sénégalais, Cheikh Anta Diop, notamment repris par Molefi Kete Asante, théoricien afrocentriste, afro-américain. Ce mouvement tente de réexaminer l'histoire de l'Afrique et sa diaspora d'un point de vue africain en s'opposant à l'eurocentrisme. Il s'agit d'un retour à des concepts dits traditionnellement africains et à la « culture africaine ». La civilisation égyptienne, ainsi que d'autres, sont alors considérées comme puisant leurs origines en Afrique.

### Les thèmes panafricains dans la culture urbaine occidentale
Les nouvelles vagues d'immigration de l'Afrique vers les pays du Nord ont renforcé une diaspora récente sensible aux thèmes culturels et politiques du panafricanisme. Dans la continuité de l'œuvre de Bob Marley par exemple, les idées panafricaines s'expriment aujourd'hui dans la culture urbaine des anciennes colonies esclavagistes et des anciennes métropoles impérialistes. À la fin du XXe siècle et au XXIe siècle, le mouvement hip-hop, particulièrement fécond aux États-Unis, est ainsi marqué dans une certaine mesure par le panafricanisme.

## Symboles

Drapeau de l'UNIA ou le drapeau de la Libération noire se veut comme symbole unifiant toutes les populations noires à travers le monde.

Un des symboles du panafricanisme est le poing de la gloire (Fist of Glory), le symbole du mouvement Black Power. Plusieurs groupes ont repris ce symbole, comme Otpor, en Europe de l'Est (il semblerait pourtant plutôt qu'Otpor se soit servi du poing fermé pour détourner ce symbole communiste antérieur). c'est la raison pour laquelle que le Mouvement Panafricain des Jeunes d'Afrique et de la Diaspora (le MOPJAD) a choisi ce symbole pour son logo le point fermé et levé tenant une chaîne qui signifie que la révolution Africaine vient de commencer.
Des couleurs seraient dites panafricaines : le vert, l'or et le rouge, couleurs provenant d'Éthiopie. On les retrouve aujourd'hui dans de nombreux drapeaux de pays africains.
Les couleurs rouge, noir et vert ont été déclarées couleurs officielles du peuple africain par l'UNIA (Universal Negro Improvement Association and African Communities League) en 1920 : drapeau pan-africain.

## Personnalités panafricaines
- Amzat Boukari-Yabara
- Ahmed Ben Bella
- Mehdi Ben Barka
- Houari Boumédiène
- Edward Wilmot Blyden
- Gratien Candace
- Blaise Diagne
- Alioune Diop
- Ousmane Sonko
- Cheikh Anta Diop
- W. E. B. Du Bois
- Marcus Garvey
- Anténor Firmin
- Tiemoko Garan Kouyaté
- Modibo Keïta
- Mouammar Kadhafi
- Joseph Ki-Zerbo
- Franklin Nyamsi[27]
- Fela Kuti
- Patrice Lumumba
- Malcolm X
- Nathalie Yamb[27]
- Nelson Mandela
- Samora Machel
- Bob Marley
- Ama Mazama
- Idi Amin Dada
- Robert Mugabe
- Khalid Abdul Muhammad
- Kwame Nkrumah
- Agostinho Neto
- George Padmore
- Thomas Sankara
- Lamine Senghor
- Malik Zulu Shabazz
- Bénito Sylvain
- Antumi Toasijé
- Ahmed Sékou Touré
- Teodoro Obiang Nguema Mbasogo
- Marien Ngouabi
- Denis Sassou-Nguesso
- Ibrahim Traoré
- Kalash Criminel
- Kémi Séba[28],[29],[30]
- Henry Sylvester Williams

## Médias panafricains
Dans le domaine des médias ayant une vocation clairement panafricaine, on peut relever :
- l'Agence panafricaine de presse ou PANAPRESS, qui fournit des contenus en français, anglais, portugais et arabe ;
- AllAfrica.com, développé en anglais et en français ;
- Grigrinews.com, magazine en ligne panafricain ;
- VoxAfrica, chaîne de télévision ;
- Afrique Média, chaîne de télévision privée camerounaise pro-russe, partenaire de Russia Today[31].
- Africa is a country, un magazine en ligne en Afrique du Sud.

## Entreprises panafricaines
- Asky
- Ecobank
- NSIA
- Sunu Group
- UBA